# Hydriomena quinquefasciata
Hydriomena quinquefasciata là một loài bướm đêm trong họ Geometridae.